# Tuiharpalus hallae
Tuiharpalus hallae – gatunek chrząszcza z rodziny biegaczowatych i podrodziny Harpalinae.

## Taksonomia
Gatunek opisali w 2005 roku André Larochelle oraz Marie-Claude Larvière. Holotypem jest samiec, a paratypami 3 samice. Nazwa została nadana na cześć Grace Hall.

## Opis
Ciało długości od 12 do 12,5 mm, lśniąco czarne z czułkami i głaszczkami rudymi, błyszczące bez metalicznego połysku, z wyjątkiem pokryw samców, które są matowe. Głowa i tułów silnie, a pokrywy umiarkowanie wypukłe. Mikrorzeźba głowy głęboka i izodiametryczna, przedplecza umiarkowanie poprzeczna, a pokryw u samic taka jak głowy, a u samców granulowana. Głowa na wysokości oczu węższa od szerokości wierzchołka przedplecza, z przodu płaska, a z tyłu nieco wypukła. Przyjęzyczki długości języczka. Głaszczki wierzchołkowo wąsko ścięte, rzadko i umiarkowanie długo owłosione. Przedostatni człon głaszczków wargowych o 2 długich i 1 krótkiej szczecinkach na przednim brzegu. Przedplecze silnie poprzeczne, najszersze około środka, o niezafalowanych bokach słabo zbiegających się ku obrzeżonej,tak szerokiej jak pokrywy nasadzie. Wierzchołek przedplecza wklęśnięty. Przednie kąty rozwarcie zaokrąglone, a tylne tępe. Dołki przypodstawowe głębokie i wąskie. Punktowanie przedplecza obecne, szeroko rozprzestrzenione. Episternity zatułowia tak szerokie jak długie. Pokrywy najszersze około połowy długości, o ramionach zaokrąglonych z ząbkiem, przedwierzchołkowym zafalowaniu słabym, rządkach przytarczkowych obecnych lub nieobecnych, międzyrzędach rzadko punktowanych i płaskich, a międzyrzędach 3 i 5 pozbawionych uszczecinionych punktów. Edeagus w widoku bocznym silnie łukowaty, o wierzchołku wąsko-spiczastym, a w widoku grzbietowym asymetryczny o ostium odgiętym w prawo, z dyskiem wierzchołkowym nieobecnym, a wewnętrzną torebką uzbrojoną.

## Biologia i ekologia
Zamieszkuje rejony nizinne. Występuje w wilgotnych lasach, wzdłuż strumieni i rozlewisk. Żyje w ściółce. Prowadzi nocny tryb życia. Za dnia kryje się kłodami i opadłymi liśćmi.

## Występowanie
Gatunek ten jest endemitem Nowej Zelandii. Znany wyłącznie z Wyspy Północnej.